# Heinrich Nissen
Pour les articles homonymes, voir Nissen.
Heinrich Nissen né le 3 avril 1839 à Hadersleben (duché de Schleswig) et mort le 29 février 1912 à Bonn, province de Rhénanie, est un historien allemand du XIXe siècle.

## Biographie
Heinrich Nissen a étudié à Kiel et à Berlin sous la direction d'August Böckh et Theodor Mommsen. Après avoir obtenu son diplôme, il a voyagé en Italie entre 1863 et 1867. Nissen a enseigné comme professeur à Strasbourg où il a été codirecteur de l'Institut für Altertumswissenschaft de 1878 à 1884. En 1884, il est élu comme successeur de Arnold Dietrich Schaefer (de) à l'Université de Bonn. Il a enseigné exclusivement l'histoire ancienne. Il fut aussi le pionnier de la recherche épigraphique qu'il a appliquée lors de ses études au cours de ses années en Italie qu'il a consacrées à l'archéologie des provinces romaines. Il a été cofondateur de la Reichs-Limes-Kommission.
Il a pris sa retraite en automne 1911 et Ulrich Wilcken lui succéda. À sa mort en 1912, il fut enterré dans le cimetière de Poppelsdorf (de).

## Œuvres
- Pompéi, Lüderitz, Berlin 1867.
- Pompeianische Studien,Leipzig 1877.
- Italische Landeskunde: Bd. 1 Land und Leute, Berlin 1883; Berlin 2 (2) 1902
- Orientation, Studien zur Geschichte der Religion, 3 v. in 1, Berlin: Weidmann, 1906-1910.